# Nobody Wants to Be Lonely
"Nobody Wants to Be Lonely" là đĩa đơn thứ hai trích từ album tiếng Anh thứ hai của Ricky Martin, Sound Loaded, phát hành vào ngày 9 tháng 1 năm 2001. Ricky Martin cũng thu âm bài hát này dưới dạng tiếng Tây Ban Nha là "Sólo Quiero Amarte". Một phiên bản khác của bài hát thì được thu âm cùng giọng hát của Christina Aguilera. Đĩa đơn này nổi tiếng là đi đầu trong việc không cần nhiều chiến dịch tiếp thị nhưng vẫn khá thành công trên thị trường.
Bản song ca sau này được đưa vào hai album tổng hợp của Martin là: The Best of Ricky Martin, 17, và album Keeps Gettin' Better: A Decade of Hits của Aguilera.

## Video ca nhạc
Đạo diễn Wayne Isham thực hiện video này vào trước mùa Giáng Sinh năm 2000, và phát sóng từ ngày 15 tháng 1 năm 2001. Video gồm hai bản: Bản tiếng Anh song ca cùng Aguilera và bản tiếng Tây Ban Nha do Martin hát solo.

## Vị trí trên bảng xếp hạng
"Nobody Wants to Be Lonely" là single đầu tiên được phát hành mà không có đĩa CD thương mại ở Mỹ. Mặc dù các bài hát không phát hành đĩa đã được phép xuất hiện trên Billboard Hot 100 từ cuối năm 1998, (điển hình là bài "Try Again" của Aaliyah đã đạt vị trí đầu bảng, nối tiếp là "Lady Marmalade" với sự góp giọng của Aguilera) phần lớn single của các nghệ sĩ lớn vẫn phát hành đĩa CD, nhất là các ca khúc có tiềm năng như bài này. Với việc đây là bản song ca đình đám nhất của năm ấy, cộng đồng yêu nhạc không khỏi bất ngờ trước tuyên bố sẽ không có đĩa CD hay CD maxi-single được phát hành cho bài hát.
"Nobody Wants to Be Lonely" vươn đến vị trí 13 trên Billboard Hot 100, nhờ vào vị trí top 10 ở bảng Hot 100 Airplay. Phiên bản tiếng Tây Ban Nha "Solo Quiero Amarte" đứng đầu bảng Hot Latin Songs (suốt 4 tuần), Latin Pop Songs (7 tuần) và Tropical Songs (2 tuần).
Single này đã lọt vào top 10 ở hầu hết các quốc gia, quán quân ở New Zealand (2 tuần), đứng thứ 4 ở Vương quốc Liên hiệp Anh và thứ 6 ở Úc... Nó đã được chứng nhận Vàng ở Úc, Hà Lan, Thụy Điển và Thụy Sĩ.

## Giải thưởng
Bài hát được đề cử cho hạng mục "Hợp tác thu âm Pop xuất sắc nhất" ở lễ trao giải Grammy lần thứ 44, nhưng để vuột mất giải thưởng cho ca khúc "Lady Marmalade" của Christina Aguilera, Lil' Kim, Mýa và Pink. "Nobody Wants to Be Lonely" còn thắng một giải ALMA cho hạng mục "Video nổi bật nhất".

## Định dạng và danh sách bài hát
Australian CD maxi-single
1. "Nobody Wants to Be Lonely" (with Christina Aguilera) – 4:11
2. "Solo Quiero Amarte" (Radio Edit) – 3:59
3. "Solo Quiero Amarte" (Robbie Rivera's Smooth Mix) – 7:37
4. "She Bangs" (Obadam's Spanglish Radio Edit) – 3:59

European CD single
1. "Nobody Wants to Be Lonely" (Duet Radio Edit) – 4:11
2. "Solo Quiero Amarte" (Radio Edit) – 3:59

European CD maxi-single #1
1. "Nobody Wants to Be Lonely" (with Christina Aguilera) – 4:11
2. "Solo Quiero Amarte" (Radio Edit) – 3:59
3. "Nobody Wants to Be Lonely" – 5:04
4. "She Bangs" (Obadam's Afro-Bang Mix Spanish) – 7:28

European CD maxi-single #2
1. "Nobody Wants to Be Lonely" (Duet Radio Edit) – 4:11
2. "Solo Quiero Amarte" (Radio Edit) – 3:59
3. "Solo Quiero Amarte" (Robbie Rivera's Smooth Mix) – 7:37
4. "Solo Quiero Amarte" (Video) – 4:07

Japanese CD maxi-single
1. "Loaded" – 3:53
2. "Nobody Wants to Be Lonely" (Duet Radio Edit) – 4:11
3. "Solo Quiero Amarte" (Radio Edit) – 3:59

UK CD maxi-single
1. "Nobody Wants to Be Lonely" (with Christina Aguilera) – 4:11
2. "Solo Quiero Amarte" (Radio Edit) – 3:59
3. "Private Emotion – 4:01

## Bảng xếp hạng
| Bảng xếp hạng (2001)                  | Vị trí cao nhất |
| ------------------------------------- | --------------- |
| Úc (ARIA)                             | 8               |
| Áo (Ö3 Austria Top 40)                | 13              |
| Bỉ (Ultratop 50 Flanders)             | 11              |
| Bỉ (Ultratop 50 Wallonia)             | 16              |
| Canada (Nielsen SoundScan)            | 6               |
| Croatia (HRT)                         | 1               |
| Đan Mạch (Tracklisten)                | 6               |
| Châu Âu (European Hot 100 Singles)    | 2               |
| Phần Lan (Suomen virallinen lista)    | 4               |
| Pháp (SNEP)                           | 28              |
| Đức (GfK)                             | 5               |
| Hy Lạp (IFPI Greece)                  | 2               |
| Hungary (Mahasz)                      | 1               |
| Ireland (IRMA)                        | 12              |
| Ý (FIMI)                              | 2               |
| Hà Lan (Dutch Top 40)                 | 3               |
| Hà Lan (Single Top 100)               | 4               |
| New Zealand (Recorded Music NZ)       | 1               |
| Na Uy (VG-lista)                      | 5               |
| Ba Lan (National Airplay Chart)       | 1               |
| Bồ Đào Nha (AFP)                      | 5               |
| Romania (Romanian Top 100)            | 1               |
| Scotland (OCC)                        | 8               |
| Tây Ban Nha (PROMUSICAE)              | 2               |
| Thụy Điển (Sverigetopplistan)         | 3               |
| Thụy Sĩ (Schweizer Hitparade)         | 2               |
| Anh Quốc (OCC)                        | 4               |
| Hoa Kỳ Billboard Hot 100              | 13              |
| Hoa Kỳ Adult Contemporary (Billboard) | 3               |
| Hoa Kỳ Adult Pop Airplay (Billboard)  | 27              |
| Hoa Kỳ Pop Airplay (Billboard)        | 8               |
| Hoa Kỳ Rhythmic (Billboard)           | 20              |
| Hoa Kỳ Top 40 Tracks (Billboard)      | 10              |

| Bảng xếp hạng (2001)                | Vị trí cao nhất |
| ----------------------------------- | --------------- |
| Hoa Kỳ Hot Latin Songs (Billboard)  | 1               |
| Hoa Kỳ Latin Pop Songs (Billboard)  | 1               |
| Hoa Kỳ Tropical Airplay (Billboard) | 1               |

| Bảng xếp hạng (2001)                  | Vị trí |
| ------------------------------------- | ------ |
| Áo (Ö3 Austria Top 40)                | 63     |
| Bỉ (Ultratop 50 Flanders)             | 90     |
| Canada (Nielsen SoundScan)            | 55     |
| Canada Radio (Nielsen BDS)            | 23     |
| Châu Âu (European Hot 100 Singles)    | 35     |
| Đức (Official German Charts)          | 58     |
| Hà Lan (Dutch Top 40)                 | 51     |
| Hà Lan (Single Top 100)               | 46     |
| New Zealand (Recorded Music NZ)       | 28     |
| Romania (Romanian Top 100)            | 15     |
| Thụy Điển (Sverigetopplistan)         | 62     |
| Thụy Sĩ (Schweizer Hitparade)         | 19     |
| Anh Quốc (OCC)                        | 80     |
| Hoa Kỳ Billboard Hot 100              | 55     |
| Hoa Kỳ Adult Contemporary (Billboard) | 16     |
| Hoa Kỳ Adult Top 40 (Billboard)       | 87     |
| Hoa Kỳ Mainstream Top 40 (Billboard)  | 64     |
| Hoa Kỳ Rhythmic (Billboard)           | 94     |

| Bảng xếp hạng (2001)                 | Vị trí |
| ------------------------------------ | ------ |
| Hoa Kỳ Hot Latin Songs (Billboard)   | 11     |
| Hoa Kỳ Latin Pop Airplay (Billboard) | 11     |
| Hoa Kỳ Tropical Airplay (Billboard)  | 9      |

## Chứng nhận và doanh số
| Quốc gia                                                                                              | Chứng nhận | Số đơn vị/doanh số chứng nhận |
| --- | ---------- | ----------------------------- |
| Anh Quốc (BPI)                                                                                        | Bạc        | 200.000‡                      |
| Đan Mạch (IFPI Đan Mạch)                                                                              | Vàng       | 4.000^                        |
| Hà Lan (NVPI)                                                                                         | Vàng       | 40.000^                       |
| Hy Lạp (IFPI Hy Lạp)                                                                                  | Vàng       | 10.000^                       |
| Thụy Điển (GLF)                                                                                       | Vàng       | 15.000^                       |
| Thụy Sĩ (IFPI)                                                                                        | Vàng       | 20.000^                       |
| Úc (ARIA)                                                                                             | Vàng       | 35.000^                       |
| ^ Chứng nhận dựa theo doanh số nhập hàng. ‡ Chứng nhận dựa theo doanh số tiêu thụ và phát trực tuyến. |            |                               |